# Mistrovství světa v judu 1980
1. mistrovství světa žen se konalo v Madison Square Garden v New Yorku ve dnech 29.-30. listopadu 1980.

## Program
- SOB – 29.11.1980 – těžká váha (+72 kg)
- SOB – 29.11.1980 – polotěžká váha (−72 kg)
- SOB – 29.11.1980 – střední váha (−66 kg)
- SOB – 29.11.1980 – polostřední váha (−61 kg)
- NED – 30.11.1980 – lehká váha (−56 kg)
- NED – 30.11.1980 – pololehká váha (−52 kg)
- NED – 30.11.1980 – supelehká váha (−48 kg)
- NED – 30.11.1980 – bez rozdílu vah

## Výsledky
| Kategorie | Zlato                      | Stříbro                    | Bronz                           | Bronz                         |
| --------- | -------------------------- | -------------------------- | ------------------------------- | ----------------------------- |
| −48 kg    | Jane Bridgeová (GBR)       | Anna De Novellisová (ITA)  | Marie-France Collignonová (FRA) | Mary Lewisová (USA)           |
| −52 kg    | Edith Hrovatová (AUT)      | Kaori Jamagučiová (JPN)    | Pascale Dogerová (FRA)          | Bridget MaCarthyová (GBR)     |
| −56 kg    | Gerda Winklbauerová (AUT)  | Marie-Paule Panzaová (FRA) | Loretta Doyleová (GBR)          | Jeannine Meulemansová (BEL)   |
| −61 kg    | Anita Stapsová (NED)       | Laura Di Tomaová (ITA)     | Inge Bergová (FRG)              | Martine Rottierová (FRA)      |
| −66 kg    | Edith Simonová (AUT)       | Dawn Netherwoodová (GBR)   | Christine Pennicková (USA)      | Catherine Pierreová (FRA)     |
| −72 kg    | Jocelyne Triadouová (FRA)  | Barbara Claßenová (FRG)    | Avril Malleyová (GBR)           | Jolanda van Meggelenová (NED) |
| +72 kg    | Margherita De Calová (ITA) | Paulette Fouilletová (FRA) | Ingrid Berghmansová (BEL)       | Christiane Kieburgová (FRG)   |